# Heroes of Annihilated Empires
Heroes of Annihilated Empires là một game chiến lược thời gian thực pha trộn nhập vai do hãng GSC Game World đồng phát triển và phát hành vào tháng 10 năm 2006. Một phần tiếp theo dành cho game mang tên "Heroes of Annihilated Empires chapter 2" đã được lên kế hoạch sản xuất và phát triển được một phần nhưng do thiếu lợi nhuận, nhóm phát triển đã phải phân tán vào năm 2007.
Heroes of Annihilated Empires kể về câu chuyện của Elhant, một Elven Ranger và cuộc hành trình đầy gian khổ của anh nhằm giải cứu vùng đất Elven thoát khỏi lời nguyền độc địa bởi cuộc xung đột triền miên giữa các thế lực tà ma ngoại đạo. Câu chuyện chính được chia thành 16 nhiệm vụ trong trò chơi. Bối cảnh và cốt truyện của game được tạo ra bởi tiểu thuyết gia người Ukraina Ilya Novak, từng nhận một Giải Khuyến khích tại Eurocon năm 2005. Novak mô tả thể loại của trò chơi như là "bộ sử thi kỳ ảo đen tối". Một loạt gồm năm cuốn tiểu thuyết được lên kế hoạch để hỗ trợ trò chơi; như trường hợp ba cuốn đã được xuất bản ở Nga vào tháng 10 năm 2006.

## Tổng quan
Heroes of Annihilated Empires là phần đầu tiên của bộ ba loạt game này theo như kế hoạch dự tính. Các nhà phát triển đã lấy dòng game Heroes of Might and Magic và Cossacks của họ làm nguồn cảm hứng. Họ mô tả thể loại của trò chơi là "RTS vs RPG" trò chơi có thể chơi như một tựa game hành động nhập vai với một đơn vị anh hùng solo hoặc như một game chiến lược thời gian thực được xây dựng dựa theo truyền thống. Game engine sử dụng một bản đồ thế giới 3D với các sprite đơn vị 2D, dù cho những đơn vị lớn hơn và nhân vật anh hùng đều là mô hình 3d toàn diện. Hầu hết các đơn vị nhỏ chỉ là sprite nhằm tiết kiệm sức mạnh xử lý vốn có thể hiện diện lên tới hàng trăm quân trong những trận đánh lớn. Heroes of Annihilated Empires có tổng cộng bốn chủng tộc chơi được và mười hai chủng tộc trung lập. Trò chơi hỗ trợ lên đến 7 người chơi qua mạng LAN hoặc Internet.

## Lối chơi
Heroes of Annihilated Empires có bốn chủng tộc có thể chơi được gồm: Elves (Sylvan Folk), Undead (Legions of Ashes), Mechanicians (người Lùn thạo việc sử dụng máy móc), và Cryo Race (người rợ với ưu thế là ma thuật băng giá), ngoài ra còn một chủng tộc thứ năm có sẵn thông qua một bản mod từ diễn đàn GSC được gọi là Sols (Ma thuật sư phép lửa Ai Cập). Người chơi cũng có thể chọn một trong ba loại anh hùng: Warrior (Chiến binh), Ranger (Cung thủ) và Mage (Pháp sư). Khi vừa bắt đầu game, người chơi có thể dùng phép thuật gọi là "Rally Troops" để biến anh hùng thành một bức tượng trong vòng 30 phút, và đổi lại được một vài đơn vị xây dựng, hoặc bán phép thuật đổi lấy 2100 đồng tiền vàng. Nếu người chơi bán phù phép thì game sẽ chuyển sang dạng nhập vai RPG; nếu không thì thành kiểu dàn trận RTS.
Chế độ RTS liên quan đến các yếu tố dàn trận thông thường của các game như Age of Empires và StarCraft. Trọng tâm chính của RTS chỉ liên quan đến việc xây cất công trình, thu thập tài nguyên và gầy dựng quân đội đánh bại kẻ địch. Cũng có mục ghi điểm khi cả hai người chơi phải tập trung vào việc tăng số điểm tổng thể để giành được chiến thắng. Chế độ RTS cho phép cho các trận đánh ở các màn trên bộ, trên biển và trên không mặc dù chiến tranh hải quân vẫn chỉ hiệu quả trong phần chơi mạng vì AI không thể xây dựng hải cảng và tàu chiến. Các trận đánh trong chế độ RTS là rất lớn với hàng ngàn đơn vị cùng lúc. Nhiều đơn vị như Were-Wolves, Vampires có khả năng chuyển hóa thành các đơn vị hoàn toàn khác nhau. Were-Wolves ví dụ có thể biến thành Cung thủ và Ma cà rồng có thể tự thay đổi thành dơi. Cùng với nhiều bộ binh, những đơn vị 3d to lớn cũng có mặt tại đây dù chúng bị giới hạn về số lượng. Các nguồn tài nguyên chính trong game bao gồm lương thực (Food), gỗ (Wood), đá (Stone), vàng (Gold), sắt (Iron) và pha lê (Crystal) được phân bổ cho từng phe như sau: 
- Elves - Food, Wood, Crystal, Iron
- Undead - Stone, Gold, Crystal, Iron
- Mechanicians - Stone, Gold, Crystal, Iron, Food, Wood
- Cryo Race - Stone, Gold, Crystal, Iron, Food, Wood
- Sols (kiếm được nhờ Mod) - Stone, Gold, Crystal, Iron, Food, Wood